# دبشينا
دبشينا (بالإنجليزية: Dobšiná)‏ هي بلدة وmunicipality of Slovakia تقع في سلوفاكيا في مقاطعة روزنافا.[بحاجة لمصدر] يُقدّر عدد سكانها بـ 5,125 نسمة.

## المدن التوأمة
مدن شترنبرك ‏، Teistungen وRudabánya هي مدن توأمة لـدبشينا.